# Vlag van Falcón

Vlag van Falcón
(sinds 2006)

Vlag van Falcón
(1997-2006)

De vlag van Falcón is in gebruik sinds 3 augustus 2006. Het is een doek dat ontworpen is naar de vlag die Francisco de Miranda op zijn schip zou hebben gehesen. De vlag bestaat uit een blauw veld waarin rechtsonder een witte cirkel staat die de volle maan moet symboliseren en linksboven een gele opkomende zon. Bovenin is een smalle rode horizontale baan met daarin de slogan Muera La Tirania y Viva La Libertad ("Dood aan de tirannie en leve de vrijheid") in witte hoofdletters.

## Geschiedenis
De huidige vlag verving de vorige vlag, die werd ontworpen door Marielys Isaura Oduber Camacho en op 17 juni 1997 werd aangenomen.
Falcóns vorige vlag is een horizontale driekleur in de kleuren groen, geel en blauw. In het midden staan 25 witte (zwart omrande) sterren, die verwijzen naar de 25 gemeenten die samen Falcón vormen en symbolen zijn van vrede en licht. Binnen de sterren staat een valk; deze vogel staat voor waakzaamheid en vrijheid en verwijst naar de naam van de staat (Falcón is Spaans voor "valk"). De staat is overigens niet vernoemd naar het dier, maar naar de voormalige Venezolaanse president Juan Crisóstomo Falcón.
Onder de vogel, in de blauwe balk, staat op een rood lint het motto van Falcón: Dios y Federacion ("God en Federatie"). Dit is tevens een historisch motto van Venezuela en daarnaast het motto van de liberalen, die in de Venezolaanse burgeroorlog van 1859 ten strijde trokken tegen de conservatieven. Deze strijd begon op 20 februari in Falcóns hoofdstad Coro.
De drie kleuren van de vlag hebben elk een eigen symbolische betekenis: groen staat voor hoop, vriendschap en respect, geel voor licht en wijsheid en blauw voor rechtvaardigheid en loyaliteit. Ook de rode kleur van het lint heeft een symbolische betekenis: deze staat voor kracht en victorie.